# W. W. Norton & Company
W. W. Norton & Company — американское издательство, расположенное в Нью-Йорке. С начала 1960-х издательство находится в акционерной собственности работников. Компания получила известность благодаря сериям Norton Anthologies (в частности, The Norton Anthology of English Literature) и Norton Critical Editions, — и то, и другое часто используется в образовательных курсах университетов.
Начало компании было положено в 1923 году, когда предприниматель Уильям Уордер Нортон и его жена, скрипачка Мэри Доус Хертер Нортон, обратились к Эверетту Дину Мартину, директору так называемого Народного института (англ. People's Institute), предназначенного для дополнительного образования взрослых подразделения колледжа Купер-Юнион, с предложением о публикации читаемых в институте лекций. Курс лекций по психологии самого Мартина был напечатан первым, далее последовали, в частности, книги Джона Б. Уотсона и Гарри Оверстрита. Лекции записывались стенографистами, расшифровывались и еженедельно отдельными брошюрами высылались подписчикам и в книжные магазины. В 1926 году чета Нортонов перешла на издание полноразмерных книг. В издательстве выходили книги таких авторов, как Бертран Рассел, Зигмунд Фрейд, Карен Хорни, публиковались, благодаря интересам Мэри Хертер Нортон, многочисленные музыковедческие исследования и многие книги Райнера Марии Рильке в её переводе.
После смерти У. У. Нортона в 1945 году Мэри Нортон постепенно продала большую часть своих ценных бумаг ведущим редакторам и менеджерам. Пост директора занял Сторер Д. Лант, после которого были Джордж Броквэй (1957—1976), Дональд С. Ламм (1976—1994), У. Дрейк Макфили (1994—2017) и Джулия А. Ридхэд (2017—н.в.). Ридхэд была вице-президентом и директором издательства отдела Колледжа Нортона и бывшим редактором Norton Anthologies.